# Antony (dramat)
Antony (fr. Antony) – dramat Alexandre’a Dumasa (ojca) z 1831 roku, osnuty na wydarzeniach z życia pisarza.

## Tło utworu – romans z Melaniną Waldor
Wiosną 1830 roku, po sukcesie Krystyny, Dumas postanowił napisać dramat oparty na motywach autobiograficznych, dziejący się współcześnie. Zasadniczego wątku dostarczył mu jego romans z Melanie Waldor, którą poznał trzy lata wcześniej. W czerwcu 1827 roku, któryś z przyjaciół zaprosił artystę do Palais-Royal na odczyt profesora Villenave’a. Po odczycie Dumas został zaproszony na herbatę do uczonego. W drodze do domu prowadził pod ramię jego córkę, Melanie. Droga była na tyle długa, że wzajemnie się sobie zdążyli zwierzyć. Melanie była o sześć lat od Dumasa starsza. Od siedmiu lat była żoną czterdziestoletniego oficera rodem z Namur, Franciszka Józefa Waldora, kapitana, kwatermistrza szóstego pułku piechoty lekkiej w Thionville. Urodziwszy córkę, czego omal nie przypłaciła życiem, Melanie która nudziła się  na prowincji, powróciła do Paryża i zamieszkała u rodziców. Otworzyła tam salon literacki, w którym Dumas odczytał publicznie Henryka III i jego dwór. Dumas zasypywał Melanie płomiennymi listami, przyłapywał w ciemnych korytarzykach i obsypywał pocałunkami. Melanie opierała się mu ponad trzy miesiące. 12 września uległa i odwiedziła pisarza w jego garsonierze. Po sukcesie Henryka III artysta wynajął mieszkanie przy ulicy Université 25. Pelargonie w jego oknach stały się symbolem ich miłości. Odwiedzali ich tam de Vigny, Hugo, Balzac, Adolf de Leuven, Delfina Gay. Tu po raz pierwszy była czytana Krystyna.
Wkrótce Melanie zaczęła się skarżyć na żarłoczność erotyczną kochanka. Wyrzucała mu, że nie potrafi delektować się rozkoszą i zaczęła cierpieć na palpitacje, zawroty głowy i wapory. Dumas, który nigdy nie był szczególnie wierny w miłości w okresie prac nad wystawieniem Henryka III, jesienią 1828 roku, został kochankiem aktorki Louise Despreaux, a potem jeszcze Virginie Bourbier. Sercem pozostał nadal oddany Melanie, zręcznie jednak dzielił swój czas między wszystkie trzy kobiety, w zależności od pory dnia, okoliczności i intensywności swoich pragnień. Jesienią 1829 roku mąż Melanie postanowił przyjechać na przepustkę do Paryża. Melanie pojawiając się regularnie u boku pisarza w salonach, stała się w oczach towarzystwa jego oficjalną towarzyszką, kimś w rodzaju morganatycznej żony. Gdyby zdradziła go z własnym mężem, okryłaby go śmiesznością. Melanie mile połechtana tym przypływem zazdrości kochanka, argumentowała, że nie może się nie zgodzić na przyjazd męża, któremu nie ma nic do zarzucenia. Dumas, nie zaniedbując Virginie Bourbier, zapewniał Melanie, że jest bliski szaleństwa i groził, że ją zabije, jeśli odważy się wpuścić do domu męża. Chcąc uniknąć kłopotliwej dla niego sytuacji, odnalazł przyjaciela pracującego w ministerstwie, który unieważnił przepustkę Waldora. Na początku 1830 roku Virginie Bourbier wyjechała do Petersburga. Dumas wkrótce pocieszył się w ramionach innej aktorki, którą poznał przez Firmina, Belle Krelsamer, dla której wynajął dom przy ulicy Université 7, niedaleko własnego mieszkania. Jednocześnie nie przestawał zapewniać Melanii o swym przywiązaniu i miłości

## Praca nad dramatem
W czerwcu 1830 roku Melanie, która była w ciąży z pisarzem wyjechała z matką dla uniknięcia skandalu na północ Francji. Dumas przed wyjazdem wręczył jej szkic utworu, z którym wiązał wielkie nadzieje. Chciał w nim opisać ich własną, choć nieco sparafrazowaną historię, w której mężczyzna przyłapany na gorącym uczynku przez męża kochanki przebija ją sztyletem, twierdząc, że zrobił to ponieważ nie chciała mu ulec. Bohater, dla ratowania reputacji ukochanej kobiety, sam oskarża się, że chciał ją uwieść i gotów jest raczej zginąć na szafocie niż ujawnić prawdę o łączącym ich uczuciu. Pobudki Dumasa nie były tak szlachetne, będąc jednak od blisko trzech lat kochankiem zamężnej kobiety, uważał, że potrafi oddać męki zazdrości i namiętność prowadzącą do zabójstwa w imię honoru. Wymyślił nawet tytuł sztuki Antony. Zachwycona pomysłem Melanie postanowiła takie właśnie imię nadać dziecku, które ma się narodzić. 3 czerwca Dumas odprowadził kochankę i jej matkę na postój dyliżansu do Nantes, obiecując przyjechać najprędzej jak tylko będzie mógł. W tydzień miał gotowy rękopis.

## Dwie próby wystawienia sztuki w Komedii Francuskiej
11 czerwca Dumas przeczytał sztukę pannie Mars i Firminowi, których chciał obsadzić w głównych rolach. Pięć dni później odbyło się czytanie utworu na plenarnej sesji komitetu repertuarowego. Gdy na koniec utworu Antony po zasztyletowaniu ukochanej, wykrzykuje przed przerażonym mężem: Nie chciała mi ulec, musiałem ją zabić, nawet najbardziej wybredni aktorzy nie kryli swego zachwytu. Dumas promieniał, zebranym oświadczył: Antony to ja, tyle, że obyło się bez morderstwa! Do Melanie napisał jeszcze tego samego dnia, że sztuka może być grana już za miesiąc. Ostatecznie została umieszczona w repertuarze na 15 października. Pozwoliło mu to opóźnić przyjazd do Melanie do La Jarrie. Tymczasem wzrost napięcia społecznego skłonił dyrekcję Komedii Francuskiej do przesunięcia początku prób Antony’ego na 1 listopada. Dumas zaczął się zastanawiać czy nie przenieść sztuki z Komedii Francuskiej do Odéonu, kiedy wiadomość o tym, że również Belle Krelsamer jest z nim w ciąży popchnęła go do decyzji o opuszczeniu Paryża. Na przeszkodzie realizacji tych planów stanął wybuch rewolucji lipcowej. Ostatnie dni lipca i początek sierpnia upłynął pisarzowi na zatrudnieniach politycznych. Potem musiał udać się do La Jarrie, do Melanie, która dowiedziawszy się o jego romansie z Belle, zżerana zazdrością zaczęła zasypywać go oskarżycielskimi listami. 18 sierpnia Melanie poroniła. Dumas pocieszał ją jak umiał, czym prędzej jednak udał się w drogę powrotną pod pretekstem podjęcia prób nad Antony’m.
W rzeczywistości próby podjęto dopiero w październiku. Przez cały ten czas Dumas próbował pocieszać i uspokajać Melanie i utrzymywać ją jak najdłużej z dala od Paryża. Nie chciał, by zgnębiona po stracie dziecka, dowiedziała się, że jej rywalka jest w ciąży. Pisał do niej że rozstał się z Belle. Życzliwi ludzie donieśli jej jednak jak jest naprawdę. W połowie października zjechała do Paryża. Upokorzona, zwymyślała kochanka od potworów i bałamutników. 22 listopada spisała testament, zaniepokojony o jej życie Dumas poprosił doktora Valleranda de la Fosse, by podążał krok w krok za nie całkiem obliczoną Melanie. Tymczasem próby Antony’ego niewiele posuwały się naprzód. Aktorzy bez ustanku domagali się poprawek, cięć, usuwania dopisków, a nawet wyrzucenia trzeciego i czwartego aktu, zbyt ich zdaniem rozwleczonego.  Zirytowany Dumas myślał o wycofaniu rękopisu. Doszło do tego, że zacząłem uważać Antony’ego za szmirę - wyznał w pamiętnikach. Melanie nieczuła na apele kochanka, chciała go mieć wyłącznie dla siebie. Nachodziła Belle Krelsamer w jej domu, czasem by jej naubliżać, czasem by ją błagać, by zerwała z Dumasem. Widząc że jej zabiegi nie odnoszą skutku, zmieniła taktykę i zasypała Dumasa listami, w których obiecywała mu pełną swobodę, jeśli tylko do niej wróci. Dumas nie potrafił wyrzec się żadnej z dwóch kobiet. W chwili ataku wchodził w ich skórę i łapał się na tym, że mu ich żal. Tymczasem w styczniu 1831 roku panna Mars zażądała, by premierę Antony’ego przesunięto o trzy miesiące, do czasu założenia w Komedii Francuskiej oświetlenia gazowego, które podkreśli piękno jej sukien. Zamierzała zresztą wziąć urlop.

## W Porte-Saint-Martin
Urażony pisarz podjął rozmowy z dyrektorem teatru Porte-Saint-Martin – François Louisem Crosnierem, znowu jednak przerwane, najpierw staraniami o objęcie z Victorem Hugo stanowiska dyrektora Komedii Francuskiej, a następnie sprawami rodzinnymi. 5 marca Belle urodziła córkę Marie-Alexandrine i zażądała jej uznania przez pisarza. Dumas nie tylko uznał córkę, ale wystąpił też o uznanie starszego od niej syna Alexandre’a, które uzyskał 17 marca. Hugo, który zaniósł swą nową sztukę Marion Delorme Crosnierowi, namawiał tymczasem przyjaciela, żeby zrobił to samo. Dumas, ostrożniejszy od niego, postanowił najpierw zainteresować Antony'm Marie Dorval, kochankę Alfreda de Vigny, a od niedawna żonę Jeana Toussainta Merle’a. Aktorka wysłuchała sztuki z dużym entuzjazmem, jedynie piąty akt uznała za mniej udany. Dumas przerobił go jeszcze, tej samej nocy, spędziwszy go w gabinecie jej męża, który wyjechał na wieś. Rano odczytał całość jeszcze raz aktorce, która natychmiast wezwała do siebie aktora z Porte-Saint-Martin, Bocage’a, który według niej świetnie nadawał się do roli Antony’ego. Po obiedzie Dumas przeczytał sztukę po raz trzeci. Bocage’owi podobała się, choć nie był pewny, czy rola jest dla niego odpowiednia. Następnego dnia odbyło się czytanie utworu w domu Crosniera. Dyrektor teatru zasnął w trakcie piątego aktu, aktorzy swoim entuzjazmem przekonali go jednak do wystawienia sztuki. Rozpoczęły się próby. Często obecny na nich de Vigny, przekonał Dumasa, by bohater nie był aż tak negatywną postacią i tak zajadłym ateistą. Publiczność nie lubi bowiem aż tak ponurych sztuk. Próby toczyły się gładko. Marie Dorval zamartwiała się jak ma powiedzieć słynne: Jestem zgubiona, wypytywała Dumasa, jak robiła to panna Mars. Siedziała i wstawała - odpowiedział krótko pisarz. Marie zdecydowała, że wypowie tę kwestię na stojąco, po czym usiądzie, jakby złamana przez los. Efekt był tak znakomity, że obecni na sali obdarzyli ją brawami.

## Osoby
| Osoba                | Jej rola w dramacie | Aktor premierowy |
| -------------------- | ------------------- | ---------------- |
| Antony               |                     | Bocage           |
| Adela d'Hervey       |                     | Marie Dorval     |
| Eugène d'Hervilly    | młody poeta         | Louis Chéri      |
| Olivier Delaunay     | lekarz              | Édouard          |
| Wicehrabina de Lancy | przyjaciółka Adeli  | Zélie Paul       |
| Pani de Camps        |                     | Marie Mélanie    |
| Klara                | siostra Adeli       | Pani Caumont     |
| Pułkownik d'Hervey   | mąż Adeli, baron    | Walter           |
| Louis                | sługa Antony’ego    | Héret            |

## Treść
Akt I Olivier Delaunay – Adela d’Hervey otrzymuje list od pana Antony’ego, swego dawnego ukochanego, cudzoziemca, który przed trzema laty, w niezrozumiałych okolicznościach, wyjechał na piętnaście dni i już więcej nie wrócił. Adela wyszła wówczas, raczej na rozsądku niż z miłości za pułkownika d’Herveya, który obecnie stacjonuje wraz z pułkiem w Strassbourgu. List od Antony’ego jest dosyć zdawkowy. Adela, obawiając się jednak spotkania z dawnym ukochanym, postanawia wyjechać na całe popołudnie i prosi siostrę, Klarę, o porozmawianie z Antony'm. Kiedy wsiada do powozu, płoszą się konie. Nadchodzący mężczyzna powstrzymuje je, sam zostaje wszakże ciężko ranny. Kiedy doktor Delaunay każe go wnieść do mieszkania d’Hervey’ów, Adela przekonuje się, że rannym jest Antony. Wybucha w niej tęsknota za ukochanym, gdy jednak on odzyskuje przytomność, zachowuje daleko posuniętą rezerwę. Antony, zorientowawszy się, że jedyną szansą pozostania w domu ukochanej jest pogorszenie się jego stanu zdrowia zrywa opatrunki i traci przytomność.
Akt II Wicehrabina de Lancy – Adela od pięciu dni nie spotyka się z Antony, który w międzyczasie doszedł do zdrowia. Siostra prosi ją o wyrozumiałość dla niego, Adela jednak odmawia. Prosi o przygotowanie na jedenastą powozu, którym chce wyjechać do męża. Do Antony’ego pisze krótki list pożegnalny, gdy wchodzi on sam. Chce jej wyjawić swój sekret, lecz ona nie pozwala. Tymczasem Adelę odwiedza wicehrabina de Lancy, zmierzająca do sierocińca. Wywiązuje się rozmowa na temat sierot, istot bez nazwiska i rangi, które nie mogą wejść do towarzystwa. Z przebiegu rozmowy Adela wnioskuje, że Antony nie zna swoich rodziców i kraju pochodzenia. Po wyjściu wicehrabiny Antony potwierdza, że przed trzema laty nie mógł rywalizować o jej rękę z baronem d’Herveyem, ani liczyć na przychylność jej rodziców. Miał wtedy cień szansy na ustalenie swego pochodzenia, który się jednak rozwiał. Ustąpił więc lepszemu od siebie. Adela jest coraz bardziej zmieszana. Antony z miłości do niej jest gotów zamordować jej męża. Prosi ją o wyznanie miłości, a otrzymawszy je, uszczęśliwiony odchodzi. Zagubiona w swych uczuciach Adela, wsiada pod wpływem nalegań siostry, by miała na względzie swoją córeczkę, do powozu, a Klarze oddaje napisany wcześniej list do Antony’ego.
Akt III Antony – Antony przybywa do gospody w Ittenheim, leżącego o dwie mile od Strassbourga. Wynajmuje wszystkie konie pocztowe i wysyła nimi swego sługę Louisa do Strassbourga, aby wmieszał się między domowników d’Hervey’ów. Wynajmuje też ostatnie dwa wolne pokoje, choć obiecuje ewentualnie odstąpić w razie potrzeby jeden. Czeka na Adelę, której zachowanie głęboko go zraniło i teraz pała chęcią odwetu. Przybywa Adela. Chce wynająć konie, ale dopiero co zostały wysłane. Zmuszona jest więc zostać na noc w gospodzie. Antony odstępuje, oberżystce, dla niej, swój pokój i przenosi się do sąsiedniego. Adela jest wzburzona. Nie wie jak wytłumaczyć mężowi swój nagły wyjazd. Niepokoi się każdym hałasem. Tęskni za Antony’m. I wtedy on sam wchodzi przez okno balkonowe do jej pokoju.
Akt IV Eugène d’Hervilly – Wicehrabina de Lancy wydaje bal. Minęły trzy miesiące od zdarzenia w gospodzie w Ittenheim i wicehrabina zaprosiła również Adelę, by umożliwić jej powrót do towarzystwa. Jako pierwszy przybywa poeta Eugène d'Hervilly, w którym wicehrabina się towarzysko durzy. Poeta zapewnia ją, że nie mogłaby się kochać romantycznie, gdyż ma zbyt wesołe usposobienie, na to trzeba być osobą melancholijną jak pani d’Hervey. Schodzą się kolejni goście. Pani de Camps uważa zaproszenie Adeli za nietakt. Rozmowa schodzi na poezję. Zebrani pytają d’Hervilly'ego dlaczego nie pisze sztuk współczesnych, a jedynie historyczne. Poeta odpowiada, że współcześni nie żywią do siebie nawzajem tak gwałtownych uczuć jak ludzie z dawnych czasów. Pani de Camps opowiada aluzyjnie historię Adeli, która przeczy tej tezie. Nadchodzi Adela. W jej obronie staje Antony. Urażona pani de Camps wychodzi. Pogrążoną w rozpaczy Adelę próbuje pocieszyć jej przyjaciółka wicehrabina de Lancy. Adela uświadamia sobie, że chociaż jest niewinna, chociaż do niczego między  z nią i Antony’m nie doszło, ludzie jej nie uwierzą i nie przebaczą. Zagubiona pyta Antony’ego czy on przy niej zostanie, czy poślubi ją, jeśli rozejdzie się z baronem. Po jej wyjściu przybywa Louis z wiadomością, że baron d’Hervey wyruszył ze Strassbourga do Paryża.
Akt V Adela d’Hervey – Antony informuje Adelę o tym, że jej mąż przyjeżdża do Paryża i proponuje jej ucieczkę wraz z nim i życie w obcym kraju pod przybranym nazwiskiem. Adela zgadza się, nie chce tylko opuszczać córki i skazywać jej na niesławę. Antony gotów jest wziąć dziewczynkę ze sobą. Adela ma jednak skrupuły, by tak źle obejść się z mężem. Postanawia zostać i zaczekać na jego przyjazd, chociażby to miało oznaczać jej śmierć. Antony nie chce żyć bez niej, gotów jest już raczej na wspólną śmierć, ale i na to Adela się nie godzi ze względu na cześć dziecka. Antony upewnia się, że ukochana chce umrzeć i nie będzie miała w nienawiści swego zabójcy. Całuje ją i przebija sztyletem. Wchodzącemu baronowi d’Hervey mówi, że zabił ją, bo nie chciała mu ulec.

## Premiera
W dniu premiery, 3 maja 1831 roku, sala była nabita po brzegi. Publiczności łaknącej widowiskowego przepychu, ukazała się zupełnie zwyczajna dekoracja. Marie Dorval, mówiąca ochrypłym głosem, nie pasowała do postaci kobiety światowej, ale jej prawdziwość i prostota, znakomita kwestia: Jestem zgubiona, przechyliły sympatię widowni na jej stronę. Czując, że temperatura na widowni rośnie, Dumas polecił skrócić przerwy między aktami. W trzecim akcie Bocage znakomicie odegrał ponurą wściekłość zazdrosnego kochanka. Kurtyna opadła w trakcie sceny gwałtu na Adeli, którą Antony zaciągnął do sąsiedniego pomieszczenia, z dala od spojrzeń ludzkich. Publiczność zastygła. Porcher, naczelny klakier, bał się rozpętać owację w nieodpowiednim momencie. Podjął ją, dopiero gdy rozległy się gromkie okrzyki i entuzjastyczne brawa na widowni. Owacja trwała przez pięć minut. W przerwie Dumas zwierzył się w przerwie Marie Dorval, że bardzo się niepokoi o czwarty akt. Marie roześmiała mu się w nos, pocałowała go i wypchnęła za drzwi. Niespokojny pisarz, nie chcąc być świadkiem klęski, wybrał się z przyjacielem Bixio na nocny spacer po Paryżu. Doszli aż do Bastylii. Kiedy wrócili, w chwili gdy po opadnięciu kurtyny wybuchła burza oklasków, Dumas wpadł na znakomity pomysł, dowodzący znakomitej intuicji teatralnej, popędził do maszynistów i obiecał im sto franków, jeśli uda im się podnieść kurtynę zanim umilkną brawa. Po dwóch minutach na oczach rozentuzjazmowanej publiczności kurtyna poszła w górę. W trakcie piątego aktu raz po raz zrywały się brawa i wiwaty. Po ostatniej scenie, w której Antony oznajmia: Nie chciała mi ulec! Musiałem ją zabić, rozległy się okrzyki przerażenia i zachwytu. Owacje trwały długo, zachwycona publiczność wywołała autora i podążyła za nim do loży Marie Dorval. Nie szczędzono mu uścisków, oberwano wszystkie guziki u fraka. Melanie, którą pisarz zaprosił na premierę, choć już się z nią w tym czasie nie widywał, po spektaklu myślała z goryczą, że pomogła zdobyć sławę człowiekowi, który już jej nie kocha, a może nigdy nie kochał.